# トートーメー

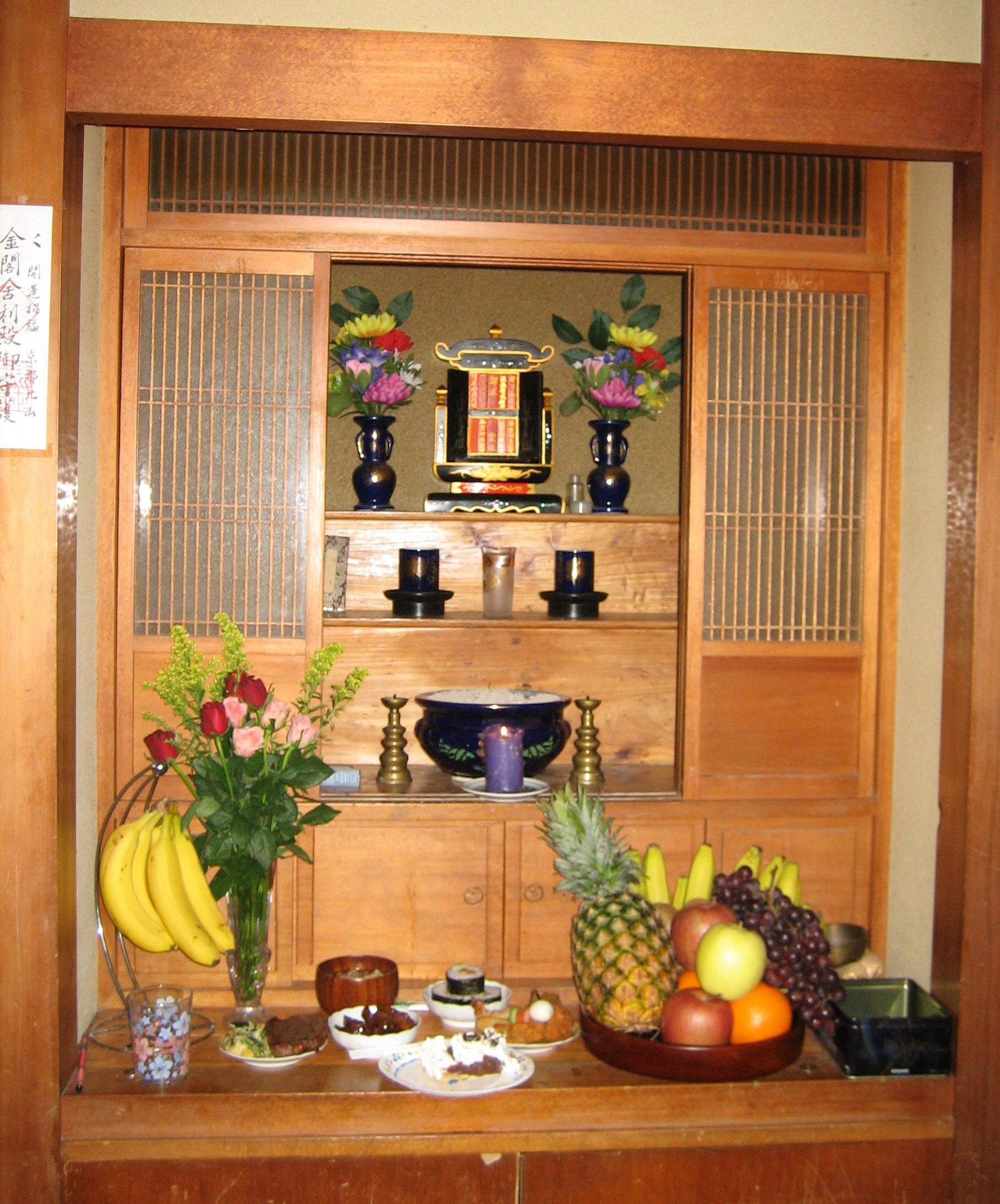
沖縄の仏壇。上段にあるのがトートーメー、すなわち位牌である。

トートーメー（尊御前/統々銘/頭々名）は、琉球語で先祖を意味する語。また、転じて位牌のことも指す。琉球王府が重用視した儒教思想に基づき、昔から女性の位牌継承禁止があった。

## 概要

### 死後の結婚
沖縄では死後の結婚もある。これは沖縄の位牌安置の原則違反による。即ち、後妻として嫁いだ女性の位牌が生家に安置されていた。これは、今の戸主から数えて六代前の女祖であった。女性の位牌一つだけを安置してはならないのである。霊能者、ユタの指示の下、位牌が生家から婚家に移されたという。
死後の結婚は東アジアやアフリカにもあり、冥婚と呼ばれている。

## 位牌継承の歴史とトートーメー問題
男女同権思想が強まった現在、「なぜ、女性が位牌継承禁止であるか」というトートーメー問題が起こっている。
位牌祭祀が浸透する過程で沖縄では父系、男系重視の門中の形成に伴って、独特の禁忌が作られた。それらは、
1. 女性の位牌継承禁止（女元祖の位牌禁止）
2. 父系の異なる男子継承の禁止。(他系混交の禁止）
3. 長男排除の継承の禁止。(嫡子押し込めの禁止）
4. 兄弟の位牌を同じ仏壇に置くのを禁止。（兄弟重位牌の禁止）
5. 従兄妹の位牌を同じ仏壇に置くのを禁止。（従兄妹重位牌の禁止）

- 上の四つのタブーは強いという。

上記の説明とは別に渡邊欣雄の説明もある。
1. 異なる一族の祖先を一緒に祀ってはならぬという原則。
2. 生家の女祖を生家で祀ってはならぬという原則。
3. 兄弟の位牌を一緒に祀ってはならぬという原則。
4. 長男の位牌はかならず生家で祀らねばならぬという原則。

- このルールは近年ユタ（霊能者）がもたらした規則とはわかっていても、「これを守らぬと子孫に不幸がある」といわれては、一般の人々も無視できないでいる。

こうした禁忌は沖縄本島中南部では強く、沖縄本島北部や宮古島ではほとんどみられないところもある。したがって、トートーメー継承観は一様ではない。戦後になり、男女同権思想の現在、なぜ女性が位牌を継承してはいけないのかという疑問がでて、実際に継承する例もある。